# Eileen Grench
Eileen Grench (5 agosto 1986) è una schermitrice statunitense naturalizzata panamense.

## Palmarès
In carriera ha conseguito i seguenti risultati:
- Giochi panamericani:

per gli  Stati Uniti:
Rio de Janeiro 2007: argento nella sciabola a squadre.
per  Panama:
Guadalajara 2011: bronzo nella sciabola individuale.